# NDUFA8
NDUFA8 (англ. NADH:ubiquinone oxidoreductase subunit A8) – білок, який кодується однойменним геном, розташованим у людей на короткому плечі 9-ї хромосоми. Довжина поліпептидного ланцюга білка становить 172 амінокислот, а молекулярна маса — 20 105.
| 10         |  | 20         |  | 30         |  | 40         |  | 50         |
| ---------- |  | ---------- |  | ---------- |  | ---------- |  | ---------- |
| MPGIVELPTL |  | EELKVDEVKI |  | SSAVLKAAAH |  | HYGAQCDKPN |  | KEFMLCRWEE |
| KDPRRCLEEG |  | KLVNKCALDF |  | FRQIKRHCAE |  | PFTEYWTCID |  | YTGQQLFRHC |
| RKQQAKFDEC |  | VLDKLGWVRP |  | DLGELSKVTK |  | VKTDRPLPEN |  | PYHSRPRPDP |
| SPEIEGDLQP |  | ATHGSRFYFW |  | TK         |  |            |  |            |

A: Аланін

C: Цистеїн

D: Аспарагінова кислота

E: Глутамінова кислота

F: Фенілаланін

G: Гліцин

H: Гістидин

I: Ізолейцин

K: Лізин

L: Лейцин

M: Метіонін

N: Аспарагін

P: Пролін

Q: Глутамін

R: Аргінін

S: Серин

T: Треонін

V: Валін

W: Триптофан

Задіяний у таких біологічних процесах, як транспорт, транспорт електронів, дихальний ланцюг. 
Локалізований у мембрані, мітохондрії, внутрішній мембрані мітохондрії.